# Jeimmy Aburto
Fabiola Jeimmy Tahíz Aburto es una de las mujeres más bellas de Guatemala; presentadora de Televisión guatemalteca elegida Miss Guatemala 2015 y representó a Guatemala en Las Vegas Nevada, en el certamen Miss Universo en su 64.ª edición.

## Biografía y trayectoria
Tv Host Nacida en Guatemala, inscrita en San Juan Sacatepéquez y con ascendencia mexicana del Estado de Veracruz y Ciudad de México.
Miss Universe Guatemala.
Estudió Relaciones Internacionales, empresaria, actriz, cantante, modelo y Presentadora de Televisión en el matutino Nuestro Mundo y el Night Show Sabadísimo
Inició sus estudios de modelaje a los 4 años de edad.  
Fue directora creativa del Miss Guatemala USA durante su periodo de reinado. 
Modelo Fitness para la sección familiar del reconocido periódico Guatemalteco Nuestro Diario, también fue Diputada Suplente del Parlamento Centroamericano (PARLACEN).
Internacionalista y cursante de la Maestría y Consultoría de Imagen Pública y Planificación Estratégica de Medios de Comunicación.

## Miss Guatemala 2015
Jeimmy Aburto fue coronada Miss Guatemala 2015 el 20 de septiembre de 2015 en la Ciudad de Guatemala. Ella Superó a otras 11 concursantes para el título representando a Ciudad Capital Sur.
Jeimmy culminó su reinado la noche del 28 de agosto de 2016, en la cual coronó a su sucesora Virginia Argueta (Miss Guatemala 2016).

## Miss Universo 2015
Como parte de sus responsabilidades como Miss Guatemala, Jeimmy tuvo la tarea de representar a Guatemala en el certamen más importante a nivel mundial, en la 64.ª edición de Miss Universo que se realizó en Las Vegas, Nevada, Estados Unidos el 20 de diciembre de 2015. Aburto compitió con 79  candidatas de diversos países y territorios autónomos por la corona que hasta ese momento ostentaba la colombiana Paulina Vega.
Aburto en el Miss Universo es posicionada en la casilla número 26 de las 79 candidatas, sin embargo no logra formar parte del Top del Miss Universe 2015.
Jeimmy Aburto también inspira a sus seguidoras a través de sus redes sociales, motivando e inspirando el empoderamiento femenino y una vida saludable como actual Atleta NPC en la categoría Bikini de Fisicoculturismo. 
Aburto es una artista multifacética, por lo que cabe recalcar que también es bailarina profesional de Flamenco, Belly Dance, Salsa, Bachata, Caporales, Contemporáneo y Cha,cha,cha entre otras disciplinas de baile. 

## Cronología
| Predecesor: Ana Luisa Montufar | Miss Guatemala 2015 | Sucesor: Virginia Alejandra Argueta |

- Datos: Q21004718